# 兰寨站
兰寨站是郑州地铁1号线的车站，位於中华人民共和国河南省郑州市郑州高新技术产业开发区（行政区划属中原区）长椿路与化工路交叉口，于2017年1月12日隨鄭州地鐵1號線二期開始試運營而開通。

## 车站结构
兰寨站主体结构位于长椿路与化工路交叉口地下，沿长椿路呈南北向布置，为地下二层车站，B1層為站廳层，B2層為站台层。
| 1F  | 地面     | 所有出入口                                       | 所有出入口                                       | 所有出入口                                       |
| B1F | 站厅     | 客服中心、自动售票机、行李检查、闸机、车站控制室 | 客服中心、自动售票机、行李检查、闸机、车站控制室 | 客服中心、自动售票机、行李检查、闸机、车站控制室 |
| B2F | █ 1号线  | 往河南工业大学方向（梧桐街）                     | 往河南工业大学方向（梧桐街）                     | 往河南工业大学方向（梧桐街）                     |
| B2F | 岛式站台 | 卫生间                                           | 至站厅                                           |                                                  |
| B2F | █ 1号线  | 往河南大学新区方向（铁炉）                       | 往河南大学新区方向（铁炉）                       | 往河南大学新区方向（铁炉）                       |

### 站厅
兰寨站的站厅位于B1层，设有客服中心、自动售票机、安全检查等设施。站厅由闸机和栏杆分隔为付费区和非付费区，付费区内设有自动扶梯、步梯和无障碍电梯连接站台层。站厅北端近C出口处设有车站控制室。

### 站台
兰寨站的B2层设一座岛式站台，呈南北向，安装有高站台门。西侧站台面由下行（河南大学新区方向）列车使用，东侧站台面由上行（河南工业大学方向）列车使用。在站台北端设有卫生间和母婴室。

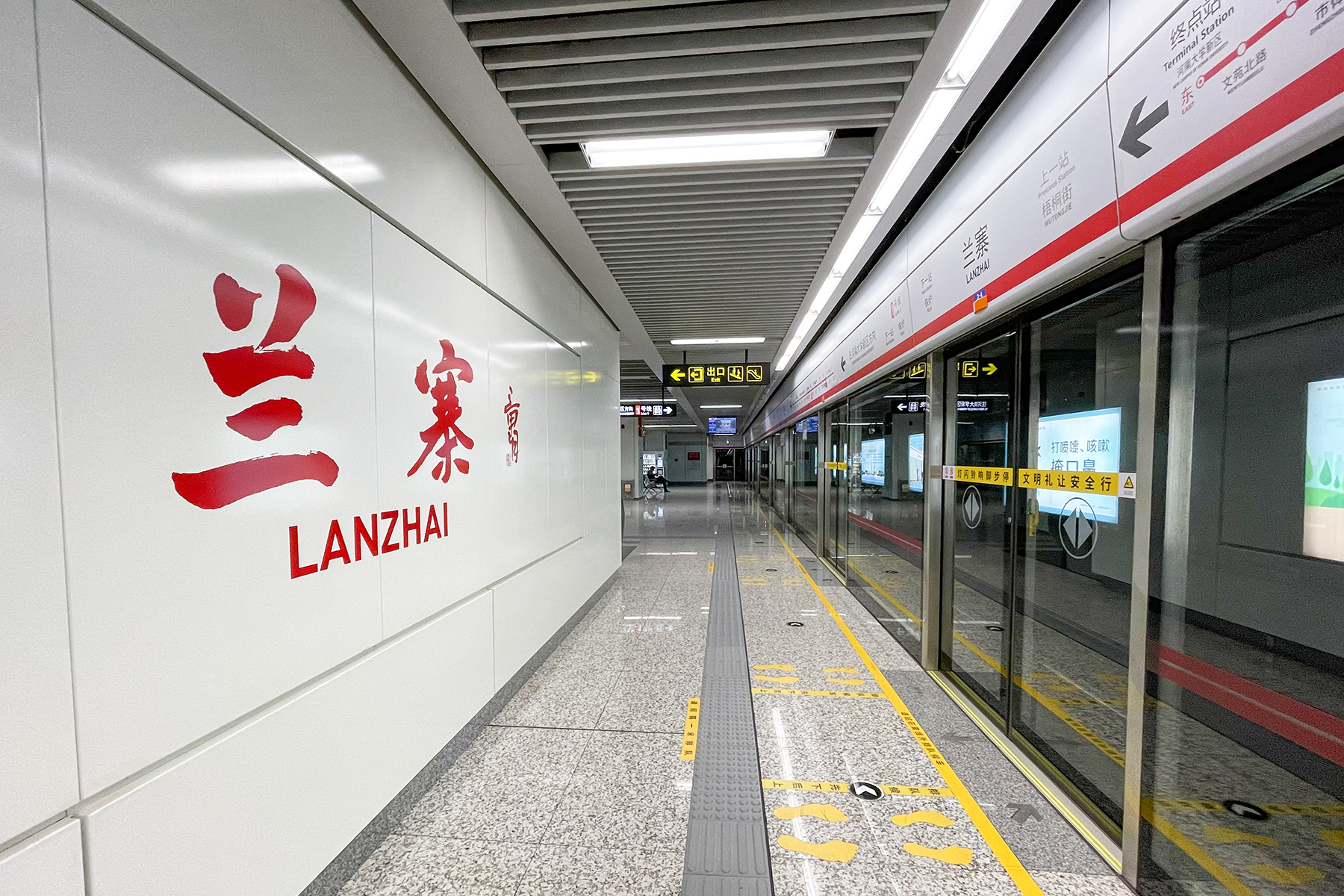
站台上的书法站名
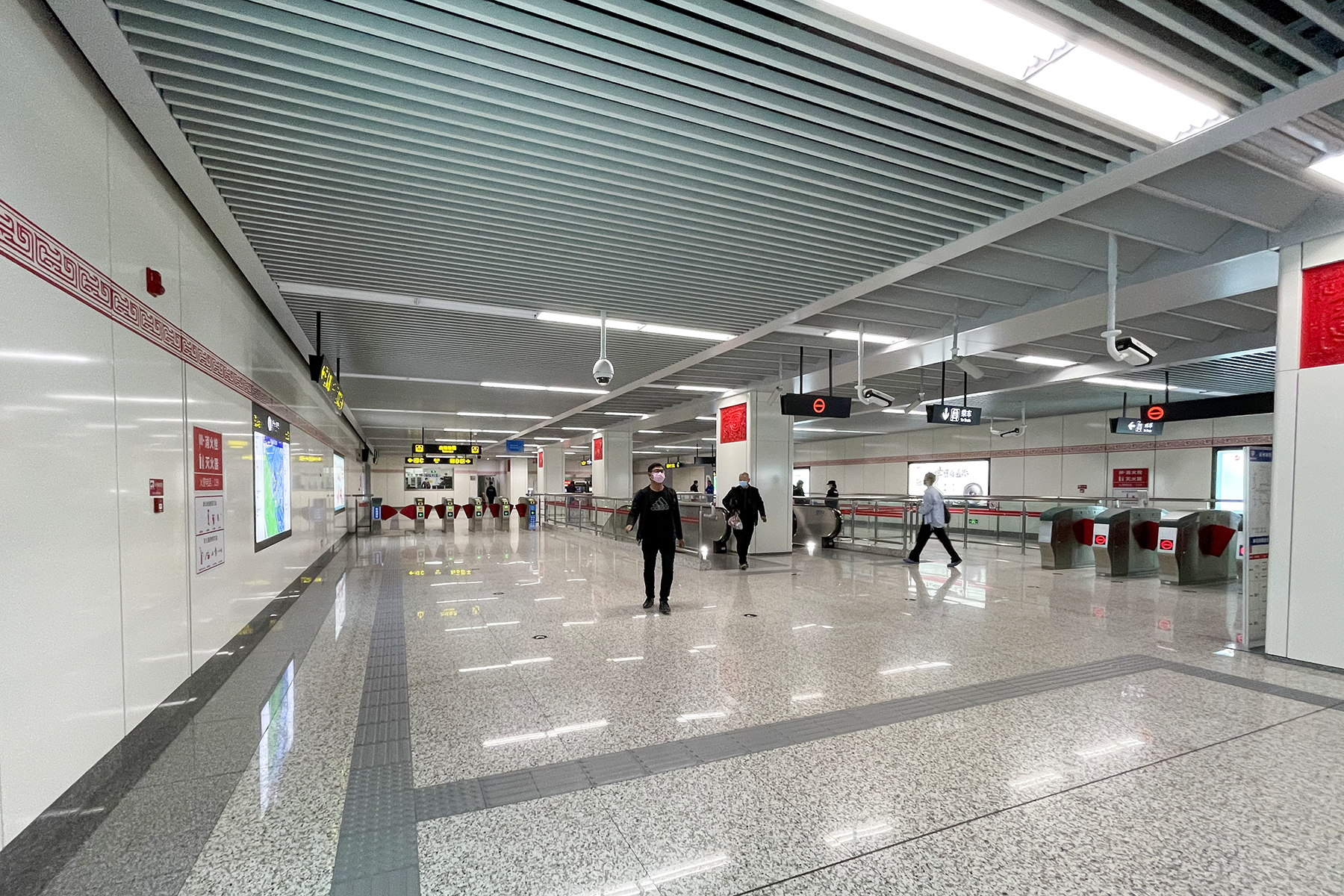
站厅

### 出入口
兰寨站设有A、B、C、D共4个出入口，连接地面和站厅非付费区。其中A、B口位于化工路南侧，C、D口位于化工路北侧，D口设无障碍电梯。
该站各出入口信息如下表所示。
| 化工路长椿路 | 化工路长椿路   | 化工路长椿路 | 化工路长椿路 | 化工路长椿路 |
| 编号         | 路线           | 路线         | 路线         | 备注         |
| ------------ | -------------- | ------------ | ------------ | ------------ |
| S179         | 五龙口公交站   | ⇆            | 梧桐街春兰路 |              |
| S181         | 创新大道雪梅街 | ⇆            | 西三环站     | B2路支线     |

| 化工路长椿路 | 化工路长椿路   | 化工路长椿路 | 化工路长椿路 | 化工路长椿路 |
| 编号         | 路线           | 路线         | 路线         | 备注         |
| ------------ | -------------- | ------------ | ------------ | ------------ |
| S181         | 创新大道雪梅街 | ⇆            | 西三环站     | B2路支线     |

| 长椿路化工路 | 长椿路化工路 | 长椿路化工路 | 长椿路化工路 | 长椿路化工路 |
| 编号         | 路线         | 路线         | 路线         | 备注         |
| ------------ | ------------ | ------------ | ------------ | ------------ |
| S179         | 五龙口公交站 | ⇆            | 梧桐街春兰路 |              |